# Неміга (річка)
Немі́га, або Неми́га (біл. Няміга) — річка, притока річки Свіслоч, на котрій розташований Мінськ.

## Етимологія
Згідно з гіпотезою В. М. Топорова й О. М. Трубачова, назва річки має балтійське походження: від *Ne-meig-, *Ne-mig-. Пов'язується з топонімами у Прибалтиці — озером Мігото в Литві, дав.-прусськ. топонімом Megothen, які порівнюють з лит. miegas — «сон». В. А. Жучкевич виводить назву річки від лит. nemiga — «безсоння».

## Історія
Саме з річкою Немігою позв'язане перше згадування про Мінськ у літописі «Повість временних літ» і «Слово о полку Ігоревім». На її берегах в 1067 році відбулася міжусобна битва полоцьких і київських князів. У місці впадіння Неміги у Свіслоч і був заснований давній Мінськ.
Свій початок річка Неміга бере за урочищем Медвежино (район вулиці Волоха й колишнього лютеранського цвинтаря), у болоті недалеко від сучасних вулиць Грушевської і Суражської. У районі Грушевської вона повертає на північний схід і протікає трасою між проспектом Дзержинського й вулицею М'ясникова, потім уздовж вулиці Неміги до впадіння у Свіслоч.
Недалеко від впадіння у Свіслоч — там, де розташована Петропавлівська (Єкатерининська) церква, Неміга колись розділялася на два рукави. Лівий рукав, що нині не існує, обгинав Замок з півночі по лінії житлових будинків нинішнього проспекту Машерова й у районі Палацу Спорту впадав у Свіслоч. Правий обгинав замок з півдня, він зберіг старе русло й упадає у Свіслоч на колишньому місці. Річка ніби обіймала руками прадавній Мінський замок — і оберігала його від ворога.
Згодом Неміга обміліла. Однак, ще в першій половині XIX століття по вулиці Неміга протікав струмок — залишок висохлої річки. Цей струмок після злив і дощів, а також навесні й восени розливався, затопляв вулицю й ринкову площу.
Для запобігання цій щорічній повені було ухвалене рішення укласти Немігу в бетонні труби. В 1926 році річку в її нижньому плині уклали в колектор. А саму вулицю Неміга забрукували кругляком, вузькі тротуари заасфальтували. В 1955 році загнали в колектор й іншу частину, яка проходила в районі Товарної станції.

## Сучасний стан річки
Однак, Неміга й дотепер підносить сюрпризи. Недавня повінь на проспекті Машерова, Дзержинського, вулиці Неміга тому доказ.
Стік, який видний з боку Троїцького передмістя, є дренажною системою станції метро «Неміга». Колектор же річки в районі тієї ж станції, але з боку Петропавлівської церкви закритий задвижкою. Сама річка там же впадає в колектор «Центр», який має злив у районі стадіону «Динамо». До будівництва метрополітену й колектору «Центр» вона доходила до Свіслочі, де Неміга й впадала в річку. Друга частина, так званий апендикс, зараз використовується як дренажна система метро й місцева ливнівка. І не має ніякого зв'язку з Немігою.